# Mistrzostwa Azji w Piłce Ręcznej Kobiet 2004
Mistrzostwa Azji w Piłce Ręcznej Kobiet 2004 – dziesiąte mistrzostwa Azji w piłce ręcznej kobiet, oficjalny międzynarodowy turniej piłki ręcznej o randze mistrzostw kontynentu organizowany przez AHF mający na celu wyłonienie najlepszej żeńskiej reprezentacji narodowej w Azji. Odbył się w dniach 23–25 lipca 2004 roku w Hiroszimie. Mistrzostwa były jednocześnie eliminacjami do MŚ 2005.
Turniej został rozegrany systemem kołowym w ciągu trzech meczowych dni w hali Higashi Ward Sports Center. Wygrywając wszystkie trzy mecze triumfowały w nim Japonki.
Azji w turnieju finałowym mistrzostw świata przysługiwały cztery miejsca, tak więc planowo wszystkie uczestniczące w tych zawodach zespoły uzyskały do niego awans. Reprezentacja Chińskiego Tajpej postanowiła jednak w nim nie uczestniczyć, toteż ich miejsce otrzymały Niemki.
Składy zespołów.

## Faza grupowa
| 23 lipca 200418:40 | Japonia | 30:23(14:9) | Chiny | Higashi Ward Sports Center, Hiroszima |
| 23 lipca 200418:40 |         | 30:23(14:9) |       | Higashi Ward Sports Center, Hiroszima |

| 23 lipca 200417:00 | Korea Południowa | 34:27(17:16) | Chińskie Tajpej | Higashi Ward Sports Center, Hiroszima |
| 23 lipca 200417:00 |                  | 34:27(17:16) |                 | Higashi Ward Sports Center, Hiroszima |

| 24 lipca 200413:30 | Japonia | 35:18(17:7) | Chińskie Tajpej | Higashi Ward Sports Center, Hiroszima |
| 24 lipca 200413:30 |         | 35:18(17:7) |                 | Higashi Ward Sports Center, Hiroszima |

| 24 lipca 200415:30 | Chiny | 26:25(17:14) | Korea Południowa | Higashi Ward Sports Center, Hiroszima |
| 24 lipca 200415:30 |       | 26:25(17:14) |                  | Higashi Ward Sports Center, Hiroszima |

| 25 lipca 200413:30 | Chiny | 42:28(23:14) | Chińskie Tajpej | Higashi Ward Sports Center, Hiroszima |
| 25 lipca 200413:30 |       | 42:28(23:14) |                 | Higashi Ward Sports Center, Hiroszima |

| 25 lipca 200415:30 | Japonia | 31:23(15:13) | Korea Południowa | Higashi Ward Sports Center, Hiroszima |
| 25 lipca 200415:30 |         | 31:23(15:13) |                  | Higashi Ward Sports Center, Hiroszima |

## Klasyfikacja końcowa
| Miejsce | Reprezentacja    | Uwagi          |
| ------- | ---------------- | -------------- |
| złoto   | Japonia          | awans: MŚ 2005 |
| srebro  | Chiny            | awans: MŚ 2005 |
| brąz    | Korea Południowa | awans: MŚ 2005 |
| 4       | Chińskie Tajpej  | awans: MŚ 2005 |